# 월리스 심프슨
윈저 공작부인 월리스(영어: Wallis, Duchess of Windsor, 1896년 6월 19일 ~ 1986년 4월 24일)은 미국의 사교계 명사이자, 윈저 공작 에드워드 8세의 아내이다. 미국 출신에 두 번의 이혼 경험이 있다는 이유로 왕실에 받아들여지지 못하고 많은 비난을 샀다. 에드워드 8세는 양위와 동시에 그녀와 결혼하였고, 윈저 공작 부인이 된 그녀는 남편과 함께 전 세계를 떠돌아다니던 끝에 프랑스에서 사망하였다. 조지 6세의 왕비이자 동서인 퀸 마더와의 불화는 유명하다.